# Месники: Могутні герої Землі
«Месники: Могутні герої Землі» (англ. The Avengers: Earth's Mightiest Heroes) — американський супергеройський анімаційний телесеріал, створений на основі коміксів від Marvel Comics про команду Месників. Розроблений студією Marvel Animation у співпраці з Film Roman.
Сюжет зосереджений навколо супергеройської команди Месників, що складається із Залізної людини, Людини-мурахи, Тора, Галка й Оси. До них у першому сезоні приєднуються Капітан Америка, Чорна пантера і Соколине око, у другому ж Міс Марвел та Віжн. Разом вони борються з надприродними загрозами. Загальний тон натхненний ранніми коміксами Стена Лі та Джека Кірбі, хоча адаптовані й елементи сучасних історій, а також кіновсесвіту Marvel.
Серіал дебютував у ефірі Disney XD восени 2010 року. Спершу це були 20 мікроепізодів, згодом зібраних у 5 серій. Налічується два сезони по 26 серій. Проєкт закінчився 11 листопада 2012 року та згодом був замінений на «Месники: Загальний збір» (2013). В Україні транслювався на телеканалах 1+1, QTV І НЛО TV з дубляжем від AAASound.

## Сюжет

### Перший сезон
Події відбуваються у світі, повному людей із надлюдськими здібностями — супергероями та суперлиходіями. Для утримання надто небезпечних індивідуумів миротворча організація Щ.И.Т. збудувала п'ять спеціально обладнаних в'язниць. Невідомим чином 75 лиходіям вдається втекти з ув'язнення. Щоб протидіяти цьому, кілька героїв об'єднуються в команду, відому як Месники. Серед них: фактичний лідер групи Залізна людина (Тоні Старк), Людина-мураха (Генк Пім), Галк (Брюс Беннер), Тор та Оса (Джанет Ван Дайн). Вони продовжують відслідковувати визволених лиходіїв.
Пізніше до них приєднуються Капітан Америка, Чорна пантера і Соколине Око. Персонажі стикаються із новими загрозами для людства, як-от часовий мандрівник Канг Завойовник, організація Гідра та штучний інтелект Альтрон. Тим часом Чарівниця Амора, Палач і Барон Земо збирають лиходіїв, що зазнали поразки від Месників, у команду Майстрів зла, аби ті разом нанесли удар у відповідь. У кінці сезону виявляється, що за всіма попередніми подіями стоїть Локі, зведений брат Тора, який прагне захопити владу над усіма дев'ятьма царствами, включаючи Асґард і Землю.

### Другий сезон
Месники продовжують боротися зі злом в пошуках розформованих Майстрів зла. Проте ставки цього разу значно більші: розпочинається повномасштабне вторгнення прибульців на Землю, спершу скруллів, а далі й кріанців. Месники опиняються посеред війни між цими двома расами та повинні зупинити їхній терор, проте серед них ховається зрадник команди. Тим часом в Асґарді теж неспокій, могутній демон Суртур планує влаштувати кінець світу.
До групи приєднуються Міс Марвел (Керол Денверс) і Віжн. Упродовж сезону з'являється велика кількість інших героїв всесвіту Marvel, серед яких: Фантастична четвірка, Доктор Дум, Бойова машина, Залізний кулак та Люк Кейдж, Скотт Ленґ, Вартові галактики (учасниками виступають: Зоряний лицар, Адам Ворлок, Ґрут, Єнот Ракета і Квазар), Бета Рей Білл, Червоний Галк, Сокіл, Зимовий солдат, Людина-павук, Аннігілус, Жовтий жакет і Росомаха. Формується й команда Нових Месників, що старається запобігти стиранню оригінальної команди із тканини часу.
У фіналі сезону на Землю прибуває Галактус, розіславши своїх геральдів протистояти захисникам планети. Месники очолюють армію героїв, щоб вкотре врятувати людство.

## Актори і персонажі
| Актор               | Роль |
| ------------------- | --- |
| Ерік Луміс          | Тоні Старк / Залізна людина |
| Браян Блум          | Стів Роджерс / Капітан Америка                                                                                                 |
| Рік Д. Вассерман    | Тор, Поглинач, Суртур, командир скруллів                                                                                       |
| Фред Татаскьор      | Галк, Гравітон, Гріффін, Калум Ло, Мандрилл, Червоний Галк, Бен Грімм / Істота, Вольштагг, Йон-Роґґ                            |
| Габріель Манн       | Брюс Беннер |
| Воллі Вінґерт       | Генк Пім / Людина-мураха / Велетень / Жовтий жакет, МОДОК                                                                      |
| Коллін О'Шонессі    | Джанет ван Дайн / Оса, Кассандра Ленґ, Випар                                                                                   |
| Джеймс С. Метіс III | Чорна пантера, Бульдозер, Кобра                                                                                                |
| Кріс Кокс           | Клінт Бартон / Соколине око, Багряне динамо, Фандрал, Гримучий змій                                                            |
| Дженніфер Гейл      | Керол Денверс / Міс Марвел, Коріна Корвак                                                                                      |
| Пітер Джессоп       | Віжн |
| Філ ЛаМарр          | Д.Ж.А.Р.В.І.С., Саймон Вільямс / Диво-людина                                                                                   |
| Алекс Де́серт        | Нік Ф'юрі, Джек Ф'юрі |
| Кері Вюрер          | Марія Гілл |
| Ванесса Маршалл     | Наташа Романова / Чорна вдова, Мадам Гідра, Анаконда                                                                           |
| Трой Бейкер         | Клей Квотермейн, Буран, Вихор, Констріктор, Сіра гаргулья, Майкл Корвак, Ґрут, Сайдрен, Фарадей, Гленн Телбот, Роббі Робертсон |
| Грем МакТавіш       | Локі |
| Кері Волґрен        | Чарівниця Амора, Джейн Фостер, Карнілла                                                                                        |
| Робін Аткін Даунс   | Барон Генріх Земо, Огида |
| Джим Ворд           | Барон Вольфганг фон Штрукер, Генрі Гайріч                                                                                      |
| Ленс Генріксен      | Чорний жнець |
| Джонатан Адамс      | Канг Завойовник |
| Стівен Блум         | Делл Раск / Червоний череп, Джеймс Гоулетт / Росомаха, Бета Рей Білл                                                           |
| Елізабет Дейлі      | Боббі Морс / Пересмішниця, Королева Веранке                                                                                    |
| Джеффрі Комбс       | Лідер |
| Нолан Норт          | Болдер, Хемістро, Живий лазер, Забивач, Джиммі Ву, Вищий вчений                                                                |
| Том Кейн            | Альтрон, Джаспер Сітвелл, професор Тортон                                                                                      |

### Український дубляж
Дубляж українською мовою першого сезону був створений творчою студією AAASound на замовлення Disney Character Voices International у 2010 році. Текст переклав Олександр Єфімов, а Ірина Грей виступила режисеркою дубляжу. Ролі дублювали:
- Дмитро Завадський — Тоні Старк / Залізна людина
- Андрій Середа — Тор
- Євген Сінчуков — Галк
- Юрій Ребрик — Стів Роджерс / Капітан Америка, Локі
- Михайло Жонін — Канг Завойовник
- Павло Піскун — Лідер
- Олексій Паламаренко — Чорний жнець
- В'ячеслав Чорненький — Барон Генріх Земо

## Епізоди
| Сезон | Епізоди | Епізоди | Оригінальний показ | Оригінальний показ                              |
| Сезон | Епізоди | Епізоди | Перший показ       | Останній показ                                  |
| ----- | ------- | ------- | ------------------ | ----------------------------------------------- |
| 1     | 26      | 26      | 20 жовтня 2010     | 12 квітня 2011 (Австралія) 26 червня 2011 (США) |
| 2     | 26      | 26      | 1 квітня 2012      | 28 червня 2012 (Австралія) 5 травня 2013 (США)  |

## Виробництво
У вересні 2008 року Marvel Animation заявили про спільну зі студією Film Roman розробку нового мультсеріалу про Месників з підзаголовком «Могутні герої Землі», який вийде у 2010 році. Була підтверджена робота над 52 епізодами. Саймон Філіпс та Ерік С. Роллман виступили виконавчими продюсерами. Ролі наглядового продюсера та редактора загальної історії отримали Джошуа Файн і Крістофер Йост відповідно. В основі сюжетів лежать елементи різних епох коміксів — від ранніх робіт Стена Лі й Джека Кірбі до Ultimates Марка Міллара. У квітні 2010 року дебютний тизер та інші промо-матеріали були показані на Chicago Comic & Entertainment Expo (C2E2).
За словами Джефа Леба, керівника Marvel Television, вихід другого сезону спершу планувався у жовтні 2011 року. У квітні Джош Файн заявив, що вже створено 13 серій. На New York Comic Con 2011 Леб спростував своє попереднє твердження і сказав, що другий сезон вийде на початку 2012 року, аби збігатись із запуском іншого мультсеріалу «Людина-павук. Щоденник супергероя». Пізніше точною датою стало 1 квітня. Деякі персонажі у другому сезоні змінили свої образи, відповідно до всесвіту Ultimate Marvel, як-от Нік Ф'юрі з лисиною й борідкою та Капітан Америка у новому костюмі і з енергетичним щитом. Перший епізод під назвою «Особиста війна Доктора Дума» (англ. The Private War of Doctor Doom) до виходу на телебаченні був показаний на Комік-конах у Сан-Дієго та Нью-Йорці, а також WonderCon 2012 в Анагаймі.
12 червня 2012 року Леб заявив про скасування мультсеріалу. Крістофер Йост також повідомляв, що внаслідок цього другий сезон зазнав деяких змін — фінал спочатку задумувався менш масштабним, а деякі серії мали сильнішу коміксну основу.

### Майбутнє проєкту
У 2013 році «Могутні герої Землі» були замінені на новий мультсеріал «Месники: Загальний збір», що більше відповідав тону фільмів кіновсесвіту Marvel. 14 липня року на San Diego Comic-Con керівник Marvel Animation Джеф Леб прокоментував зв'язок між двома проєктами:
|                       | Ми ні в якому разі не говоримо, що «Могутніх героїв Землі» ніколи не було. Ви побачите епічне завершення. І тоді ви скажете: «О, що ж далі?»Оригінальний текст (англ.) We're not in any way saying Earth's Mightiest Heroes never happened. You will see an epic conclusion. And then you'll say, 'Oh, what's next?' |
| — Джеф Леб, Newsarama | |

Спочатку сайт ComicBookMovie.com повідомляв, що «Загальний збір» розглядався творцями серіалу як продовження «Могутніх героїв Землі». В інтерв'ю сайту з Джо Келлі та Стівеном Т. Сіґлом (членами команди сценаристів Man of Action) у січні 2013 року на питання про зв'язок двох мультиплікаційних проєктів вони не дали відповіді.
З акторського складу до своїх ролей у «Месниках: Загальний збір» повернулися тільки Фред Татаскьор і Джеймс С. Метіс III — відповідно Галк та Чорна пантера. Дрейк Белл також знову озвучив Людину-павука у мультсеріалі «Людина-павук. Щоденник супергероя», а його колегами виступили вже нові актори.
У 2012 році дизайнер персонажів Томас Перкінс у своєму блозі опублікував серію малюнків «What If…», серед яких були й деякі задумки для третього сезону.
У вересні 2020 року Крістофер Йост розповів, що скасований третій сезон повинен був досліджувати теми «магії й мутантів». Також він склав свій потенційний список епізодів, але зазначив, що це лише задля розваги, адже повноцінний план на наступний сезон ніколи не обговорювався.

### Творча команда
- Джошуа Файн — наглядовий продюсер, продюсер
- Вінтон Гойк і Себастіан Монтес — режисери
- Джеймі Сімон — режисер озвучення
- Крістофер Йост — сценарист, редактор сценаріїв
- Ґай Мішелмор та Девід Арі Леон — композитори
- Алан Файн, Ерік С. Роллман, Ден Баклі, Саймон Філіпс, Джеф Леб — виконавчі продюсери
- Джо Кесада й Стен Лі — співпродюсери
- Дана С. Бутон — продюсер

## Реліз
22 вересня 2010 року дебютували 20 мікроепізодів, що зосереджувалися на передісторії головних героїв та подіях, які стали причиною основних серій. Прем'єра першого сезону відбулася на Disney XD 20 жовтня, в Канаді ж в ефірі Teletoon 22 жовтня англійською мовою, а французькою у березні 2011 року. Серіал почав виходити в Австралії на телеканалі ABC3 8 березня 2011 року, а фінал першого сезону спершу був показаний тут 12 квітня. Тим часом фінал на Disney XD транслювався аж 26 червня.
Перший епізод другого сезону вийшов в ефір 1 квітня 2012 року, разом із «Людиною-павуком. Щоденник супергероя» в рамках програмного блоку Marvel Universe на Disney XD.
Мультсеріал також став доступним для перегляду на стримінговій платформі Disney+.

### В Україні
Прем’єра українською відбулася 18 грудня 2011 року на телеканалі 1+1. 4 серії були показані по вихідних. Ще 5 епізодів транслювалися у квітні 2012 року. Всі наступні епізоди першого сезону демонструвалися на Disney Channel Ukraine у вересні. У березні 2014 року в ефірі QTV відбувся повторний показ мультсеріалу. 
Другий сезон в Україні вперше був показаний у квітні 2022 року на НЛО TV після повтору першого.

## Сприйняття
На агрегаторі оцінок Rotten Tomatoes мультсеріал одержав 95 % середнього показника схвалення, 100 % свіжості та 69 місце у рейтингу найкращих супергеройських телешоу. Перший сезон на Metacritic має оцінку 8.3 бали на основі 44 відгуків користувачів, а другий — 7.5 на основі 17.
Newsarama присвоїли «Могутнім героям Землі» 10 місце у своїй підбірці десятки кращих анімаційних серіалів на основі коміксів. У статті говорилось, що мультсеріал представив «найвиразніших Месників», мав велику кількість різноманітних персонажів та незабутню пісню в заставці.

## Спін-офи
У мультивсесвіті Marvel Comics хронологія подій «Месників: Могутніх героїв Землі» визначена як Земля-8096, яку також називають анімаційним всесвітом Крістофера Йоста. Сюди також входять мультфільми «Галк проти Росомахи» (2009), «Галк проти Тора» (2009), «Тор: Сказання Асґарду» (2011) та кілька друкованих коміксів. Також певний час до цієї реальності відносився і мультсеріал «Росомаха та Люди Ікс» (2009). Джошуа Файн зауважив, що скасований третій сезон «Месників» міг розірвати зв'язок між даними проєктами, показавши іншу версію Людей Ікс.
Однойменна обмежена серія коміксів з чотирьох випусків, написана Крістофером Йостом з малюнком від художників Скотта Веґенера, Крістофера Джонса і Патріка Шерберґера, вийшла одночасно із запуском мультсеріалу.
У квітні 2012 року, разом із Ultimate Spider-Man Adventures, була випущена і тривала серія The Avengers: Earth's Mightiest Heroes Adventures. Крістофер Йост повернувся до ролі головного сценариста. Художником виступив Ну́но Платі.